# Christian Specht (Filmproduzent)
Christian Specht ist ein deutscher Filmproduzent.

## Leben
Als Geschäftsführer von Til Schweigers Barefoot Films produzierte er mit ihm die Filme Klassentreffen 1.0, Head Full of Honey und Die Hochzeit. 
Christian Specht ist DFFB-Produktionsabsolvent und Volljurist. Er ist seit 2007 im Team der Barefoot Films und seit 2016 ihr Geschäftsführer. 
Vor seiner Tätigkeit als Geschäftsführer leitete er im Gründungsjahr die Til Schweiger Foundation, die sich für die Besserung der Chancen benachteiligter Kinder und Jugendlicher jeglicher Herkunft einsetzt.
Mit der von ihm während des Studiums gegründeten Produktionsfirma Little Kong Films gewann der von ihm produzierte Dokumentarfilm Helgoland – Insel im Sturm (Regie: Robert Morgenstern; Produktion: NDR Naturfilm) den „Natur-Film-Oscar“, den "Marian Zunz Newcomer Award" des "Jackson Hole Wildlife Film Festival" (USA). 
Zuvor wurde sein Kurzfilm Manolo mit der Lola, dem deutschen Kurzfilmpreis und dem ZDF Neo Award ausgezeichnet. 